# Division IIB du Championnat du monde féminin de hockey sur glace 2016
Navigation
Division IIB 2017
| \| Localisation de Jaca en Espagne. \| Localisation de Jaca en Espagne. |
| Localisation de Jaca en Espagne.                                        |

Le tournoi de la Division IIB du Championnat du monde féminin de hockey sur glace 2016 se déroule à Jaca en Espagne du 29 février au 6 mars 2016.

## Format de la compétition
Le Championnat du monde féminin de hockey sur glace est un ensemble de plusieurs tournois regroupant les nations en fonction de leur niveau. Les meilleures équipes disputent le titre dans la Division Élite.

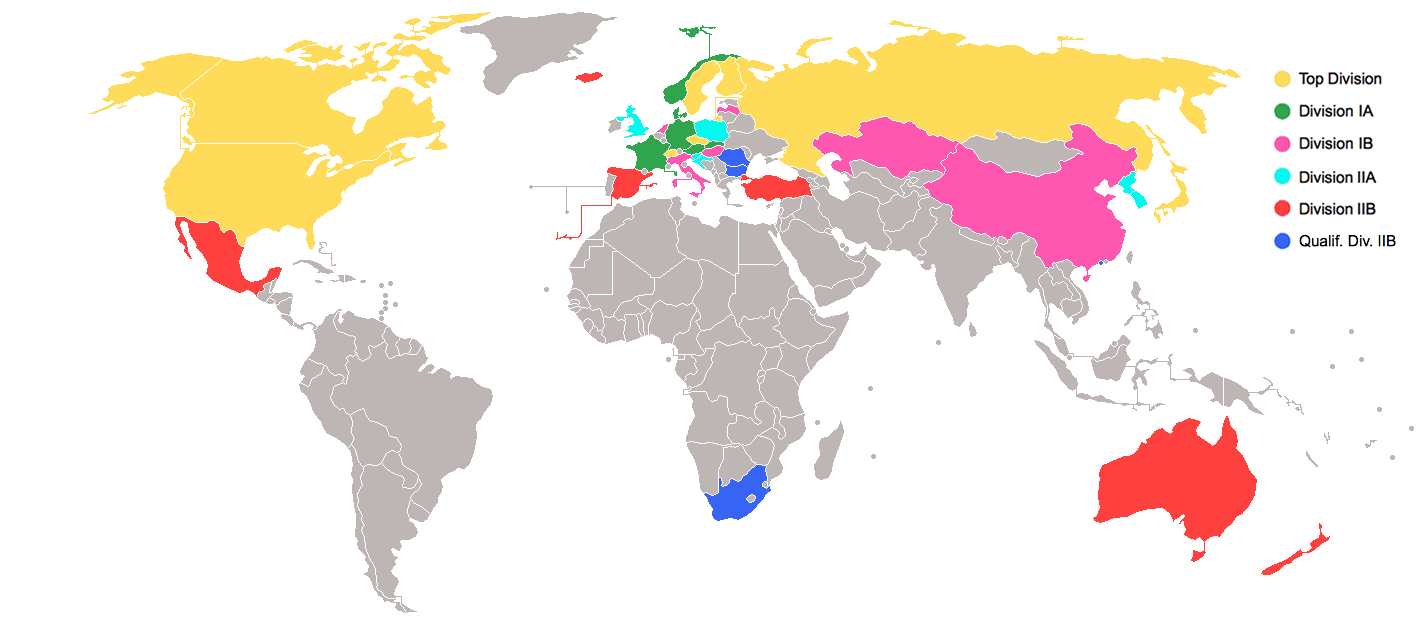
Pays participant au Championnat du monde féminin de hockey sur glace 2016.

Les 8 équipes de la Division Élite sont réparties en deux groupes de 4 : les mieux classées dans le groupe A et les autres dans le groupe B. Chaque groupe est disputé sous la forme d'un championnat à matches simples. Les 2 premiers du groupe A sont qualifiés d'office pour les demi-finales. Les 2 derniers du groupe A et les 2 premiers du groupe B s'affrontent lors de quarts de finale croisés. Les 2 derniers du groupe B participent au tour de relégation qui détermine l'équipe qui sera reléguée en Division I A lors de l'édition de 2017.
Pour les autres divisions qui comptent 6 équipes (sauf le groupe de Qualification pour la Division II B qui en compte 4), les équipes s’affrontent entre elles et, à l'issue de cette compétition, le premier est promu dans la division supérieure et le dernier est relégué dans la division inférieure.
Lors des phases de poule, les points sont attribués ainsi :
- 3 points pour une victoire dans le temps réglementaire ;
- 2 points pour une victoire en prolongation ou aux tirs de fusillade ;
- 1 point pour une défaite en prolongation ou aux tirs de fusillade ;
- 0 point pour une défaite dans le temps réglementaire.

## Résultats
| 29 février 2016 | Turquie | 2-7 (0-2, 2-2, 0-3) | Islande | Pabellón de Hielo 120 spectateurs |

| Feuille de match                                           | Feuille de match                                                                   | Feuille de match                    | Feuille de match | Feuille de match                                                                |
| ---------------------------------------------------------- | ---------------------------------------------------------------------------------- | ----------------------------------- | --- | ------------------------------------------------------------------------------- |
|                                                            | - Demir (Baktıroğlu) — 21 min 21 s Oztasdelen (Taygar, Baktıroğlu) — 21 min 33 s - | 0-1 0-2 1-2 2-2 2-3 2-4 2-5 2-6 2-7 | Baldursdottir (Valdemarsdottir, Johannesdottir) — 1 min 37 s Johannesdottir — 5 min 16 s - D. Bjorgvinsdottir — 30 min 6 s Johannesdottir (Agustsdóttir, Shantz-Smiley) — 39 min 3 s (SN) Johannesdottir (Agustsdóttir) — 47 min 37 s Su. Bjorgvinsdottir (Agustsdóttir, Shantz-Smiley) — 50 min 32 s (SN) Vidarsdottir — 58 min 4 s (SN) | Arbitrage : Zuzana Rimbalova Juges de lignes : Tereza Streitova Julia Tschirner |
| Sera Dogramaci (47 min 37 s) Kubra Dadasoglu (12 min 23 s) | Gardiens                                                                           | Guðlaug Thorsteinsdóttir            | | Arbitrage : Zuzana Rimbalova Juges de lignes : Tereza Streitova Julia Tschirner |
| 12 min                                                     | Pénalités                                                                          | 14 min                              | | Arbitrage : Zuzana Rimbalova Juges de lignes : Tereza Streitova Julia Tschirner |
| 22                                                         | Tirs                                                                               | 34                                  | | Arbitrage : Zuzana Rimbalova Juges de lignes : Tereza Streitova Julia Tschirner |

| 29 février 2016 | Mexique | 2-1 (TB) (1-0, 0-1, 0-0, 0-0, 1-0) | Australie | Pabellón de Hielo 200 spectateurs |

| Feuille de match | Feuille de match                                        | Feuille de match | Feuille de match                                 | Feuille de match                                                                     |
| ---------------- | ------------------------------------------------------- | ---------------- | ------------------------------------------------ | ------------------------------------------------------------------------------------ |
|                  | Hernández (Gendrón) — 4 min 3 s - Gendrón — 65 min (TB) | 1-0 1-1 2-1      | - McOnie (Powell, del Basso) — 31 min 8 s (SN) - | Arbitrage : Sintija Greiere Juges de lignes : Tatiana Kasasova Ilksen Sermin Ozdemir |
| Maria Meza       | Gardiens                                                | Michelle Coonan  |                                                  | Arbitrage : Sintija Greiere Juges de lignes : Tatiana Kasasova Ilksen Sermin Ozdemir |
| 33 min           | Pénalités                                               | 10 min           |                                                  | Arbitrage : Sintija Greiere Juges de lignes : Tatiana Kasasova Ilksen Sermin Ozdemir |
| 13               | Tirs                                                    | 46               |                                                  | Arbitrage : Sintija Greiere Juges de lignes : Tatiana Kasasova Ilksen Sermin Ozdemir |

| 29 février 2016 | Espagne | 11-1 (6-0, 4-0, 1-1) | Nouvelle-Zélande | Pabellón de Hielo 850 spectateurs |

| Feuille de match                            | Feuille de match | Feuille de match                                   | Feuille de match                               | Feuille de match                                                          |
| ------------------------------------------- | --- | -------------------------------------------------- | ---------------------------------------------- | ------------------------------------------------------------------------- |
|                                             | Sierra (Hernandez) — 2 min 51 s Muñoz (L. Danielsson Borrasca) — 8 min 1 s Merino (L. Abrisqueta) — 9 min 56 s Muñoz (L. Danielsson Borrasca) — 10 min 36 s Muñoz (L. Danielsson Borrasca) — 14 min 52 s Senac Gomez (Merino) — 16 min 44 s Senac Gomez (Villar, L. Abrisqueta) — 20 min 18 s L. Danielsson Borrasca (Muñoz) — 21 min 41 s (SN) Muñoz (L. Danielsson Borrasca, S. Danielsson Borrasca) — 35 min 39 s (SN) Rivera Gil — 39 min 37 s (SN) - Rivera Gil (Marques) — 57 min 4 s (SN) | 1-0 2-0 3-0 4-0 5-0 6-0 7-0 8-0 9-0 10-0 10-1 11-1 | - Thakker (Lilly, Jensen) — 44 min 22 s (SN) - | Arbitrage : Natascha Huizeling Juges de lignes : Lee Kyng-sun Bente Owren |
| Alba Gonzalo (40 min) Ester Garcia (20 min) | Gardiens | Shelby Wood                                        |                                                | Arbitrage : Natascha Huizeling Juges de lignes : Lee Kyng-sun Bente Owren |
| 6 min                                       | Pénalités | 14 min                                             |                                                | Arbitrage : Natascha Huizeling Juges de lignes : Lee Kyng-sun Bente Owren |
| 57                                          | Tirs | 12                                                 |                                                | Arbitrage : Natascha Huizeling Juges de lignes : Lee Kyng-sun Bente Owren |

| 1er mars 2016 | Australie | 12-0 (4-0, 6-0, 2-0) | Turquie | Pabellón de Hielo 120 spectateurs |

| Feuille de match | Feuille de match | Feuille de match                                          | Feuille de match | Feuille de match                                                    |
| ---------------- | --- | --------------------------------------------------------- | ---------------- | ------------------------------------------------------------------- |
|                  | Tihema (Padjen, del Basso) — 3 min 10 s Newmark (del Basso) — 17 min 16 s (SN) M. Poole (del Basso) — 17 min 27 s del Basso (Padjen) — 18 min 52 s (SN) del Basso (Tihema) — 20 min 35 s Parrington — 21 min 55 s (TP) del Basso (Newmark) — 27 min 15 s (SN) Newmark (Cockerell, del Basso) — 32 min 56 s Padjen (del Basso, Newmark) — 35 min 59 s (SN) Powell (Parrington, Padjen) — 39 min 4 s Powell (Lehmann, Parrington) — 43 min 27 s del Basso (Harvey) — 44 min | 1-0 2-0 3-0 4-0 5-0 6-0 7-0 8-0 9-0 10-0 11-0 12-0        | -                | Arbitrage : Etsuko Wada Juges de lignes : Lee Kyung-sun Bente Owren |
| Claudia Tom      | Gardiens | Sera Dogramaci (58 min 41 s) Kubra Dadasoglu (1 min 19 s) |                  | Arbitrage : Etsuko Wada Juges de lignes : Lee Kyung-sun Bente Owren |
| 16 min           | Pénalités | 12 min                                                    |                  | Arbitrage : Etsuko Wada Juges de lignes : Lee Kyung-sun Bente Owren |
| 73               | Tirs | 12                                                        |                  | Arbitrage : Etsuko Wada Juges de lignes : Lee Kyung-sun Bente Owren |

| 1er mars 2016 | Nouvelle-Zélande | 2-8 (1-5, 1-2, 0-1) | Islande | Pabellón de Hielo 135 spectateurs |

| Feuille de match | Feuille de match                                                               | Feuille de match                        | Feuille de match | Feuille de match                                                                  |
| ---------------- | ------------------------------------------------------------------------------ | --------------------------------------- | --- | --------------------------------------------------------------------------------- |
|                  | - Thakker (Davis) — 15 min 33 s (SN) - Gerken (Thakker, Davis) — 24 min 24 s - | 0-1 0-2 0-3 0-4 0-5 1-5 1-6 2-6 2-7 2-8 | Si. Bjorgvinsdottir (Baldursdottir) — 4 min 19 s (SN) Su. Bjorgvinsdottir (Shantz-Smiley) — 5 min 24 s Vidarsdottir (Gudbjartsdottir) — 6 min 47 s Si. Bjorgvinsdottir (Johannesdottir) — 11 min 45 s Su. Bjorgvinsdottir (Shantz-Smiley, Vidarsdottir) — 15 min 5 s (SN) - Si. Bjorgvinsdottir (Johannesdottir) — 22 min 23 s - Su. Bjorgvinsdottir (Ingadottir, Vidarsdottir) — 29 min (SN) Si. Bjorvinsdottir (Ingadottir, Su. Bjorgvinsdottir) — 40 min 14 s | Arbitrage : Natascha Huizeling Juges de lignes : Tatiana Kasasova Sinem Yalcindag |
| Shelby Wood      | Gardiens                                                                       | Elise Valjaots                          | | Arbitrage : Natascha Huizeling Juges de lignes : Tatiana Kasasova Sinem Yalcindag |
| 10 min           | Pénalités                                                                      | 10 min                                  | | Arbitrage : Natascha Huizeling Juges de lignes : Tatiana Kasasova Sinem Yalcindag |
| 26               | Tirs                                                                           | 46                                      | | Arbitrage : Natascha Huizeling Juges de lignes : Tatiana Kasasova Sinem Yalcindag |

| 1er mars 2016 | Mexique | 0-3 (0-1, 0-2, 0-0) | Espagne | Pabellón de Hielo 650 spectateurs |

| Feuille de match                                  | Feuille de match | Feuille de match | Feuille de match | Feuille de match                                                                |
| ------------------------------------------------- | ---------------- | ---------------- | --- | ------------------------------------------------------------------------------- |
|                                                   | -                | 0-1 0-2 0-3      | Sierra (Hernández) — 18 min 9 s L. Danielsson Borrasca (Ortiz) — 20 min 47 s (SN) V. Abrisqueta (Senac Gomez) — 30 min 6 s (SN) | Arbitrage : Zuzana Rimbalova Juges de lignes : Tereza Streitova Julia Tschirner |
| Monica Renteria (40 min) Maria Meza (17 min 50 s) | Gardiens         | Alba Gonzalo     | | Arbitrage : Zuzana Rimbalova Juges de lignes : Tereza Streitova Julia Tschirner |
| 14 min                                            | Pénalités        | 12 min           | | Arbitrage : Zuzana Rimbalova Juges de lignes : Tereza Streitova Julia Tschirner |
| 29                                                | Tirs             | 31               | | Arbitrage : Zuzana Rimbalova Juges de lignes : Tereza Streitova Julia Tschirner |

| 3 mars 2016 | Nouvelle-Zélande | 1-12 (0-2, 1-5, 0-5) | Australie | Pabellón de Hielo 132 spectateurs |

| Feuille de match                                     | Feuille de match                         | Feuille de match                                       | Feuille de match | Feuille de match                                                                    |
| ---------------------------------------------------- | ---------------------------------------- | ------------------------------------------------------ | --- | ----------------------------------------------------------------------------------- |
|                                                      | - Thakker (Lilly) — 20 min 31 s (2 SN) - | 0-1 0-2 1-2 1-3 1-4 1-5 1-6 1-7 1-8 1-9 1-10 1-11 1-12 | Powell (del Basso) — 17 min 13 s (SN) Godfrey — 17 min 49 s - Powell (del Basso) — 22 min 40 s (SN) M. Poole (Costa, McOnie) — 25 min 7 s Costa (Godfrey, del Basso) — 25 min 42 s Parrington — 26 min 42 s del Basso — 31 min 43 s del Basso (Powell, Newmark) — 42 min 59 s Tihema (Parrington) — 43 min 7 s Reynolds (McOnie) — 50 min 25 s Godfrey (del Basso, Powell) — 53 min 25 s (SN) Reynolds (Cockerell) — 54 min 51 s | Arbitrage : Sintija Greiere Juges de lignes : Ilksen Sermin Ozdemir Julia Tschirner |
| Daisy Hopkins (43 min 7 s) Shelby Wood (16 min 53 s) | Gardiens                                 | Claudia Tom                                            | | Arbitrage : Sintija Greiere Juges de lignes : Ilksen Sermin Ozdemir Julia Tschirner |
| 14 min                                               | Pénalités                                | 14 min                                                 | | Arbitrage : Sintija Greiere Juges de lignes : Ilksen Sermin Ozdemir Julia Tschirner |
| 10                                                   | Tirs                                     | 60                                                     | | Arbitrage : Sintija Greiere Juges de lignes : Ilksen Sermin Ozdemir Julia Tschirner |

| 3 mars 2016 | Mexique | 6-1 (1-0, 3-0, 2-1) | Turquie | Pabellón de Hielo 550 spectateurs |

| Feuille de match | Feuille de match | Feuille de match                                           | Feuille de match                                 | Feuille de match                                                              |
| ---------------- | --- | ---------------------------------------------------------- | ------------------------------------------------ | ----------------------------------------------------------------------------- |
|                  | Téllez (Chávez, Gendrón) — 11 min 10 s (SN) González (J. Rojas, G. Rojas) — 22 min 18 s Larios (Hernández, Hurtado) — 27 min 17 s Larios (Cruz, Meza) — 30 min 27 s (SN) Hurtado (Hernández) — 42 min 16 s Hernández (J. Rojas) — 45 min 49 s - | 1-0 2-0 3-0 4-0 5-0 6-0 6-1                                | - Baktıroğlu (Demirkol, Demir) — 54 min 4 s (SN) | Arbitrage : Natascha Huizeling Juges de lignes : Tatiana Kasasova Bente Owren |
| Maria Meza       | Gardiens | Kubra Dadasoglu (30 min 27 s) Sera Dogramaci (29 min 33 s) |                                                  | Arbitrage : Natascha Huizeling Juges de lignes : Tatiana Kasasova Bente Owren |
| 8 min            | Pénalités | 16 min                                                     |                                                  | Arbitrage : Natascha Huizeling Juges de lignes : Tatiana Kasasova Bente Owren |
| 42               | Tirs | 14                                                         |                                                  | Arbitrage : Natascha Huizeling Juges de lignes : Tatiana Kasasova Bente Owren |

| 3 mars 2016 | Espagne | 3-2 (1-0, 1-1, 1-1) | Islande | Pabellón de Hielo 1 050 spectateurs |

| Feuille de match | Feuille de match | Feuille de match         | Feuille de match                                                                                        | Feuille de match                                                           |
| ---------------- | --- | ------------------------ | --- | -------------------------------------------------------------------------- |
|                  | S. Danielsson Borrasca (Ayala) — 14 min 17 s - L. Abrisqueta (Senac Gomez, V. Abrisqueta) — 37 min 27 s (SN) - Merino (V. Abrisqueta, Senac Gomez) — 54 min 27 s (SN) | 1-0 1-1 2-1 2-2 3-2      | - Si. Bjorgvinsdottir (Baldursdottir, Agustsdottir) — 26 min 56 s - Su. Bjorgvinsdottir — 47 min 36 s - | Arbitrage : Etsuko Wada Juges de lignes : Tereza Streitova Sinem Yalcindag |
| Alba Gonzalo     | Gardiens | Gudlaug Thorsteinsdóttir | | Arbitrage : Etsuko Wada Juges de lignes : Tereza Streitova Sinem Yalcindag |
| 4 min            | Pénalités | 6 min                    | | Arbitrage : Etsuko Wada Juges de lignes : Tereza Streitova Sinem Yalcindag |
| 26               | Tirs | 26                       | | Arbitrage : Etsuko Wada Juges de lignes : Tereza Streitova Sinem Yalcindag |

| 5 mars 2016 | Islande | 2-0 (1-0, 0-0, 1-0) | Mexique | Pabellón de Hielo 152 spectateurs |

| Feuille de match | Feuille de match                                                    | Feuille de match | Feuille de match | Feuille de match                                                                |
| ---------------- | ------------------------------------------------------------------- | ---------------- | ---------------- | ------------------------------------------------------------------------------- |
|                  | Johannesdottir — 6 min Bjorgvinsdottir (Vidarsdottir) — 55 min 42 s | 1-0 2-0          | -                | Arbitrage : Etsuko Wada Juges de lignes : Ilksen Sermin Ozdemir Sinem Yalcindag |
| Elise Valjaots   | Gardiens                                                            | Maria Meza       |                  | Arbitrage : Etsuko Wada Juges de lignes : Ilksen Sermin Ozdemir Sinem Yalcindag |
| 2 min            | Pénalités                                                           | 6 min            |                  | Arbitrage : Etsuko Wada Juges de lignes : Ilksen Sermin Ozdemir Sinem Yalcindag |
| 26               | Tirs                                                                | 26               |                  | Arbitrage : Etsuko Wada Juges de lignes : Ilksen Sermin Ozdemir Sinem Yalcindag |

| 5 mars 2016 | Turquie | 4-7 (0-1, 1-1, 3-5) | Nouvelle-Zélande | Pabellón de Hielo 354 spectateurs |

| Feuille de match                                          | Feuille de match | Feuille de match                            | Feuille de match | Feuille de match                                                             |
| --------------------------------------------------------- | --- | ------------------------------------------- | --- | ---------------------------------------------------------------------------- |
|                                                           | - Yılmaz (Taygar, Yurt) — 26 min 31 s - Demir (Uygun) — 45 min 35 s - Demir (Yurt) — 49 min 37 s Demir — 56 min 13 s - | 0-1 0-2 1-2 1-3 1-4 1-5 2-5 2-6 3-6 4-6 4-7 | Murray (Thakker) — 19 min 11 s (SN) Neville-Lamb — 23 min 13 s (IN) - Murray (Shields) — 40 min 48 s (IN) Leon de la Barra (Jensen) — 42 min 43 s Thakker (Shields) — 45 min 18 s (SN) - Thakker (Davis, Gregory) — 49 min 24 s (SN) - Thakker (Davis, Thompson) — 58 min 15 s | Arbitrage : Sintika Greiere Juges de lignes : Lee Kyung-sun Tereza Streitova |
| Sera Dogramaci (58 min 15 s) Kubra Dadasoglu (1 min 45 s) | Gardiens | Shelby Wood                                 | | Arbitrage : Sintika Greiere Juges de lignes : Lee Kyung-sun Tereza Streitova |
| 12 min                                                    | Pénalités | 6 min                                       | | Arbitrage : Sintika Greiere Juges de lignes : Lee Kyung-sun Tereza Streitova |
| 34                                                        | Tirs | 30                                          | | Arbitrage : Sintika Greiere Juges de lignes : Lee Kyung-sun Tereza Streitova |

| 5 mars 2016 | Australie | 4-1 (2-1, 0-0, 2-0) | Espagne | Pabellón de Hielo 1 600 spectateurs |

| Feuille de match | Feuille de match | Feuille de match    | Feuille de match      | Feuille de match                                                           |
| ---------------- | --- | ------------------- | --------------------- | -------------------------------------------------------------------------- |
|                  | - Tihema (van der Wolf) — 15 min 8 s Powell (Godfrey) — 19 min 18 s del Basso — 42 min 41 s Tihema (Parrington) — 58 min 14 s (CV) | 0-1 1-1 2-1 3-1 4-1 | Merino — 5 min 59 s - | Arbitrage : Zuzana Rimbalova Juges de lignes : Bente Owren Julia Tschirner |
| Michelle Coonan  | Gardiens | Alba Gonzalo        |                       | Arbitrage : Zuzana Rimbalova Juges de lignes : Bente Owren Julia Tschirner |
| 14 min           | Pénalités | 12 min              |                       | Arbitrage : Zuzana Rimbalova Juges de lignes : Bente Owren Julia Tschirner |
| 38               | Tirs | 16                  |                       | Arbitrage : Zuzana Rimbalova Juges de lignes : Bente Owren Julia Tschirner |

| 6 mars 2016 | Nouvelle-Zélande | 2-5 (1-2, 1-2, 0-1) | Mexique | Pabellón de Hielo 120 spectateurs |

| Feuille de match | Feuille de match                                                                              | Feuille de match                                       | Feuille de match | Feuille de match                                                                |
| ---------------- | --------------------------------------------------------------------------------------------- | ------------------------------------------------------ | --- | ------------------------------------------------------------------------------- |
|                  | - Neville-Lamb (Thakker) — 14 min 33 s (SN) - Thakker (Leon de la Barra) — 35 min 55 s (SN) - | 0-1 1-1 1-2 1-3 2-3 2-4 2-5                            | Téllez (Hernández, Gendrón) — 11 min 47 s - Gendrón (Cruz) — 16 min 25 s (SN) Chávez (Téllez) — 30 min 18 s - Hernández (Gendrón) — 37 min 45 s (SN) Téllez (Cardenas) — 46 min 13 s | Arbitrage : Etsuko Wada Juges de lignes : Ilksen Sermin Ozdemir Sinem Yalcindag |
| Daisy Hopkins    | Gardiens                                                                                      | Maria Meza (48 min 34 s) Monica Renteria (11 min 26 s) | | Arbitrage : Etsuko Wada Juges de lignes : Ilksen Sermin Ozdemir Sinem Yalcindag |
| 10 min           | Pénalités                                                                                     | 14 min                                                 | | Arbitrage : Etsuko Wada Juges de lignes : Ilksen Sermin Ozdemir Sinem Yalcindag |
| 23               | Tirs                                                                                          | 49                                                     | | Arbitrage : Etsuko Wada Juges de lignes : Ilksen Sermin Ozdemir Sinem Yalcindag |

| 6 mars 2016 | Islande | 2-3 (0-1, 1-1, 1-1) | Australie | Pabellón de Hielo 700 spectateurs |

| Feuille de match | Feuille de match                                                                                    | Feuille de match    | Feuille de match                                                                                                   | Feuille de match                                                                |
| ---------------- | --------------------------------------------------------------------------------------------------- | ------------------- | --- | ------------------------------------------------------------------------------- |
|                  | - Johannesdottir (Si. Bjorgvinsdottir) — 25 min 36 s - Johannesdottir (Shantz-Smiley) — 58 min 10 s | 0-1 0-2 1-2 1-3 2-3 | del Basso (Parrington, Harvey) — 6 min 19 s Lehmann (Powell, Godfrey) — 24 min 38 s (SN) - Godfrey — 55 min 11 s - | Arbitrage : Zuzana Rimbalova Juges de lignes : Tereza Streitova Julia Tschirner |
| Elise Valjaots   | Gardiens                                                                                            | Michelle Coonan     | | Arbitrage : Zuzana Rimbalova Juges de lignes : Tereza Streitova Julia Tschirner |
| 4 min            | Pénalités                                                                                           | 4 min               | | Arbitrage : Zuzana Rimbalova Juges de lignes : Tereza Streitova Julia Tschirner |
| 15               | Tirs                                                                                                | 35                  | | Arbitrage : Zuzana Rimbalova Juges de lignes : Tereza Streitova Julia Tschirner |

| 6 mars 2016 | Espagne | 8-1 (2-0, 4-0, 2-1) | Turquie | Pabellón de Hielo 900 spectateurs |

| Feuille de match                            | Feuille de match | Feuille de match                                           | Feuille de match                  | Feuille de match                                                             |
| ------------------------------------------- | --- | ---------------------------------------------------------- | --------------------------------- | ---------------------------------------------------------------------------- |
|                                             | Sans (Rivera Gil) — 8 min 26 s (SN) Rivera Gil (L. Abrisqueta) — 17 min 54 s V. Abrisqueta (L. Abrisqueta) — 25 min 49 s Sierra (Hernandez, Revento) — 28 min 37 s Sans (Rivera Gil, Marques) — 29 min 20 s Marques (Grande, Sans) — 39 min 2 s Ayala (Hernandez) — 43 min 48 s (IN) - Marques (Hernanez) — 49 min 14 s (SN) | 1-0 2-0 3-0 4-0 5-0 6-0 7-0 7-1 8-1                        | - Baktıroğlu — 47 min 19 s (SN) - | Arbitrage : Sintija Greiere Juges de lignes : Tatiana Kasasova Lee Kyung-sun |
| Alba Gonzalo (40 min) Ester Garcia (20 min) | Gardiens | Sera Dogramaci (31 min 23 s) Kubra Dadasoglu (28 min 37 s) |                                   | Arbitrage : Sintija Greiere Juges de lignes : Tatiana Kasasova Lee Kyung-sun |
| 8 min                                       | Pénalités | 12 min                                                     |                                   | Arbitrage : Sintija Greiere Juges de lignes : Tatiana Kasasova Lee Kyung-sun |
| 46                                          | Tirs | 11                                                         |                                   | Arbitrage : Sintija Greiere Juges de lignes : Tatiana Kasasova Lee Kyung-sun |

## Classement
Pour les significations des abréviations, voir statistiques du hockey sur glace.
| Clt   | Équipe               | PJ | V | VP | D | DP | BP | BC | Diff | Pts |
| ----- | -------------------- | -- | - | -- | - | -- | -- | -- | ---- | --- |
| +001, | Australie            | 5  | 4 | 0  | 0 | 1  | 32 | 6  | +26  | 13  |
| +002, | Espagne              | 5  | 4 | 0  | 1 | 0  | 26 | 8  | +18  | 12  |
| +003, | Islande              | 5  | 3 | 0  | 2 | 0  | 21 | 10 | +11  | 9   |
| +004, | Mexique              | 5  | 2 | 1  | 2 | 0  | 13 | 9  | +4   | 8   |
| +005, | Nouvelle-Zélande (R) | 5  | 1 | 0  | 4 | 0  | 13 | 40 | -27  | 3   |
| +006, | Turquie (P)          | 5  | 0 | 0  | 5 | 0  | 8  | 40 | -32  | 0   |

- Promu en Division II A en 2017
- Relégué en Qualification pour la Division II B en 2017

## Récompenses individuelles
| Rang | Joueuse                   | Pays             | PJ | B | A  | Pts | +/− | Pun |
| ---- | ------------------------- | ---------------- | -- | - | -- | --- | --- | --- |
| 1    | Alivia del Basso          | Australie        | 5  | 8 | 11 | 19  | +13 | 8   |
| 2    | Anjali Thakker            | Nouvelle-Zélande | 5  | 7 | 3  | 10  | -4  | 2   |
| 3    | Flosrun Johannesdottir    | Islande          | 5  | 6 | 3  | 9   | +7  | 4   |
| 4    | Shona Powell              | Australie        | 5  | 5 | 4  | 9   | +7  | 10  |
| 5    | Sunna Bjorgvinsdottir     | Islande          | 5  | 6 | 1  | 7   | 0   | 2   |
| 6    | Lucy Parrington           | Australie        | 5  | 2 | 5  | 7   | +10 | 4   |
| 7    | Silvia Bjorgvinsdottir    | Islande          | 5  | 5 | 1  | 6   | +5  | 0   |
| 8    | Sharna Godfrey            | Australie        | 5  | 3 | 4  | 7   | +8  | 12  |
| 9    | Francia Hernandez         | Mexique          | 5  | 3 | 3  | 6   | +4  | 6   |
| 10   | Laura Danielsson Borrasca | Espagne          | 5  | 2 | 4  | 6   | 0   | 2   |

| Rang | Joueuse         | Pays             | Min          | BC | Moy  | %Arr  | Bl |
| ---- | --------------- | ---------------- | ------------ | -- | ---- | ----- | -- |
| 1    | Alba Gonzalo    | Espagne          | 259 min 41 s | 5  | 1,16 | 95,28 | 1  |
| 2    | Maria Meza      | Mexique          | 251 min 24 s | 6  | 1,43 | 94,78 | 0  |
| 3    | Elise Valjaots  | Islande          | 178 min 59 s | 5  | 1,68 | 94,25 | 0  |
| 4    | Michelle Coonan | Australie        | 185 min 0 s  | 5  | 1,62 | 88,64 | 0  |
| 5    | Shelby Wood     | Nouvelle-Zélande | 196 min 53 s | 26 | 7,92 | 83,01 | 0  |
| 6    | Sera Dogramaci  | Turquie          | 225 min 29 s | 30 | 7,98 | 82,35 | 0  |

Nota : seules sont classées les gardiennes ayant joué au minimum 40 % du temps de jeu de leur équipe.